# Chautauqua (Kansas)
Chautauqua è un comune degli Stati Uniti d'America, situato nello Stato del Kansas, nella contea di Chautauqua.